# غرابة (إب)
غرابه هي إحدى قرى الجمهورية اليمنية. تتبع جغرافيا لمحافظة إب وإداريًا لمديرية فرع العدين. يبلغ تعداد سكانها 1352 نسمة حسب الإحصاء الذي أجري عام 2004.